# Trbovc
Trbovc je priimek več znanih Slovencev:
- Jovana Mihajlović Trbovc, srbsko-slovenska politologinja in kulturologinja
- Stane Trbovc (1939 - 2009), (športni) novinar, prejemnik Bloudkove nagrade